# NetHack
NetHack je RPG počítačová hra vydaná v roce 1987. Vycházela z dřívější hry zvané Hack (1985), která sama vycházela ze hry Rogue (1980). Část Net v názvu znamená, že vývoj hry byl koordinován přes počítačovou síť, což nebylo v té době obvyklé; část Hack odkazuje na druh RPG her známých jako hack and slash pro jejich zaměření na souboje.
NetHack je jedna z nejstarších počítačových her, která se stále aktivně vyvíjí a jsou do ní přidávány nové funkce a opravovány chyby úzkou skupinou dobrovolných programátorů, známých jako DevTeam.
Hráč přebírá roli hrdiny chodícího po žalářích a jeskyních a hledá Amulet of Yendor (česky Yendorův amulet). Žalář se rozkládá na více než 50 podlažích, většina z nich je náhodně generována. Žalář obsahuje příšery, zbraně, magické předměty, tajné dveře a další.
NetHack se tradičně hraje v textovém módu grafiky zvaného ASCII art, kde obsah žaláře, jeho obyvatele a předměty představují jednotlivé znaky. Existují také grafická prostředí pro hraní hry, například Vulture’s Eye.